# Taylor Mead's Ass
Taylor Mead's Ass es una película muda del artista estadounidense Andy Warhol realizada en 1964 siendo el protagonista el actor Taylor Mead.

## Historia
La película fue filmada en The Factory, el antiguo estudio de Andy Warhol, localizado en la ciudad de Nueva York, y muestra las nalgas del actor Taylor Mead prácticamente en toda la filmación.
La película es de una gran monotonía, pero Andy Warhol tuvo la idea de hacer eso después de leer, en el periódico The Village Voice, una crítica ácida a una película que él había hecho anteriormente (la película se llamaba Tarzan and Jane Regained... Sort of, that). La crítica decía que «las personas no quieren ver el 'culo' de Taylor Mead durante una hora», con lo que calificaba a la película de indiferente y que no traía nada de nuevo.
La película fue descrita por Wayne Koestanbaum en el Foro de Arte como «setenta y seis seriecomics minutos de las nalgas de este poeta/actor que absorbe la luz, la atención, los escombros»".